# Strossmayeria josserandii
Strossmayeria josserandii är en svampart som först beskrevs av Grelet, och fick sitt nu gällande namn av Raymond Bertault 1970. 
Strossmayeria josserandii ingår i släktet Strossmayeria och familjen Helotiaceae.   Inga underarter finns listade i Catalogue of Life.